# Брагуны
Брагуны (чечен. Боргӏане, кум. Борагъан) — село в Гудермесском районе Чеченской Республики. Административный центр Брагунского сельского поселения.

## География
Село чуть выше впадения реки Сунжа в Терек, в 10 км к северу от районного центра — Гудермес и в 46 км к северо-востоку от города Грозный.
Ближайшие населённые пункты: на севере — станица Старощедринская, на востоке — село Хангиш-Юрт, на юго-востоке — село Комсомольское, на юге — город Гудермес и на юго-западе — село Дарбанхи.

## Население
| 1990  | 2002  | 2010  | 2012  | 2013  | 2014  | 2015  |
| ----- | ----- | ----- | ----- | ----- | ----- | ----- |
| 2376  | ↗2896 | ↗3304 | ↗3410 | ↗3485 | ↗3524 | ↗3556 |
| 2016  | 2017  | 2018  | 2019  | 2020  | 2021  | 2023  |
| ↗3586 | ↗3651 | ↗3667 | ↘3635 | ↗3642 | ↗3882 | ↗3898 |
| 2024  |       |       |       |       |       |       |
| ↗3902 |       |       |       |       |       |       |

Национальный состав
По данным Всероссийской переписи населения 2010 года:
| Народ      | Численность, чел. | Доля от всего населения, % |
| ---------- | ----------------- | -------------------------- |
| кумыки     | 3053              | 92,40 %                    |
| чеченцы    | 242               | 7,32 %                     |
| другие     | 7                 | 0,21 %                     |
| не указали | 2                 | 0,06 %                     |
| всего      | 3304              | 100,00 %                   |

## История
Тюркско-кумыкская версия
Согласно одной из версий, местность была заселена выходцами из Крыма, и дополовецкими тюрками, перемещёнными на правобережье реки Терек из области Бораган-Маджары. По сведениям Н. Семёнова, Бора-хан с крымскими людьми вышел из Крыма, при переселении к Прикаспию.
До XIX века Брагуны были столицей кумыкского феодального владения — Брагунское княжество (кум. Борагъан бийлик). Правители владения — князья Таймазовы, возводили свой род к крымским ханам Гереям. Ян Потоцкий отмечал, что «князья кумыков все принадлежат к той же фамилии, что и шамхал, исключая брагун, которые претендуют на происхождение от Чингисхана».
В письме терских воевод в Москве в 1621 году указывается, что кумыкский владетель Солтан-Магмут (Солтан-Махмуд, Солтан-Мут) прибыл к ним с 8 князьями, среди которых брагунский Куденей-Мурза, Батай-Мурза Шихмурзин и 38 его узденей.
В книге 1848 года Шихалиева «Рассказ кумыка о кумыках», приводятся следующие данные о населении и протяжённости владения:
О территориальном расселении брагунцев источники XVII в. сообщают следующее: «А Брагунские кабаки сидят от острогу в 2 верстах… А пашни у барагинских черкес меж Сунжи и Терека на горах от Горячего Колодезя версты 32 и больше, а от острогу та пашня верст 7. А у тех барагунских мурз владения их конных людей будет с 300 человек. А как на Сунже-реке острог ставлен, и те барагунские мурзы к тому острожному делу дали… для лесной доски с 700 быков и телеги». (См.: Кабардино-русские отношения. Т. I. – С. 302). Более того, бораганцы жили и по Акташу, там, где со своим народом поселился сын Султанмута Казаналип, владетель Эндери. В 1647 году князь Казаналип сообщал терским воеводам, что «с кабаками своими и со всем владением с прежнего своего житья перешел и поселился возле Борагун по речке Акташу в урочище в Чумлях», т. е. там, где, очевидно, поныне находится сел. Андрейаул (Русско-дагестанские отношения. С. 178–179). На этих же землях их локализует и автор начала XIX в. С. Броневский. «Брагунское или Барагунское владение, – пишет он, – имеет верст 12 в длину по берегу Терека, начиная от Давлет-Гиреевой деревни до устья Сунжи, и верст десять в величайшей ширине от Терека до Сунжи… Главное место сего владения есть Брагонская деревня, лежащая на левом берегу Сунжи, в трех верстах выше стечения оной с Тереком против Шедринской станицы. В ней числится жителей до 500 дворов из разных переселенцев, наипаче из кумыков». (Броневский С. Новейшие географические и исторические известия о Кавказе. М., 1823. Ч. П. -С. 96). Барагунские мурзы в первой половине XVII в. принимают самостоятельно, как и другие феодальные владельцы Северного Кавказа, русское подданство.
В 1635 году брагунский Куденек-мурза со своими сыновьями и с 20 узденями приезжает в Терский город, где принимает присягу «быть под… государевою высокую рукою в холопстве неотступно навеки». В 1645 году в числе кумыкских, черкесских и других северокавказских владельцев дает присягу верности царю Алексею Михайловичу и мурза Барагун. «…За себя и за их узденей и за всех их владенье к шерти на Куране привели»(Кабардино-русские отношения. Т. I. – С. 264, 266).

По всей вероятности, брагунцы не всегда сохраняли свою политическую независимость, об этом свидетельствуют сведения о власти над ними черкесских и кумыкских князей.
Брагунцы жили по соседству с теми и с другими — «И тараковский де Суркай-шевкал с кумыцкими ратными людьми стоит на Кумыцкой стороне за Сунжею-рекою против барагунского селища». Очевидно, имели место и переселения брагунцев или части с их территории вблизи стольных «городов» черкесских и кумыкских князей. В 1653 году Астраханский воевода писал в Посольский приказ о том, что шамхал Тарковский пошёл на Барагуны, чтобы «барагунских мурз с уздени и с черными людьми и з женами и з детьми и з животы к себе вести», то есть увести их к Таркам. Сын Султанмута Эндирейский князь Казаналип в своей грамоте в том же 1653 году писал царю Алексею Федоровичу, что бараганцы «холопи наши искони, и отца моего Султан-Мугмута. И мы, с кизылбаши, и с кумыки, с шевкалом пришед, барагунов взяли. И кизылбаши и шевкал учинили мне силу, барагунов перевели за Койсу и велели им кочевать на своей стороне».
Источники конца XVIII и начала XIX веков, Брагунское владение характеризуют уже как кумыкское, подвластное кумыкским князьям — «Кумыцких Аксаевской, Андреевской, Костюковской и Брагунской деревень».
Авторы начала XIX века, также высказывают мысль о превалирующем влиянии кумыкских князей на Барагунскую землю. В 1812 году А. М. Буцковский пишет, что она принадлежит «кумыкского рода князьям: Устархану Гудайнатову, Адилгирею Кучукову и Бей-султану Арсланбекову, из коих первый старший». С. Броневский в 1823 году сообщал, что Брагунское владение «принадлежит двум кумыкским князьям — двоюродным братьям, полковнику Кучун-Беку (Кучуку) Таймазову и Ахтула-Беку», но он одновременно отмечает, что это владение «причислено Черкесским областям по естественному начертанию живых урочищ, хотя брагунские жители, будучи татарского происхождения, принадлежат собственно отделению кумык».
Иоганн Петер Фальк, описывая своё путешествие на Кавказ в 1773 году, так описал население и достаток Брагунского владения, тогда уже подвластного России:
В стороне от Щедриной впадает в Терек справа река Сунжа. В двух верстах выше ее устья стоит татарская деревня Барагун, или, как говорят россияне, Брагун, на левом ее берегу. Деревня большая и открытая, дома частью каменные, из необожженных кирпичей, частью мазанки. Сия деревня принадлежит трем мурзам, или князьям, — Аруламбею, Кудениту и Кучлуку, находящимся под покровительством России...

Их жилища гораздо лучше прочих, а особенно небольшая пристройка (конак уи), в которой они летом принимают гостей, дав о сем знать наперед посредством вывешенных на шест оленьих рогов. Поселяне суть хорошие сельские хозяева, имеют большое скотоводство, особенно хороших лошадей, сеют на полях столько, сколько для них потребно; есть также у них хорошие сады, в которых растут дыни, арбузы и другие овощи. Они разводят также и хлопчатую бумагу. В самой деревне живут, по причине торга, 10-12 армян, кои содержат виноградные сады.
Якоб Рейнеггс в своём описании Кавказа конца XVIII века упоминает — «Борагун, или страну тёплых источников, населенную татарскими фамилиями».
Также, в XVIII веке Якоб Штелин подтверждал, что «местом впадения Сунжи в Терек владеет князь Такмазов и его братья». Во владении, помимо кумыков, также проживали кабардинцы и чеченцы.
Чеченская версия
По преданию самих брагунцев, селение основал предводитель кочевого племени Борахан, когда при переправе каравана через Сунжу в спицы арбы втиснулся огромный осетр.
В письме терских воевод в Москву в 1621 году, указывается о прибытии посольства кумыкского владетеля Солтан-Магмут (Солтан-Махмуд, Солтан-Мут) с мычкизским и окоцким обществами, с 8 князьями, среди которых барагунский Куденей-Мурза, Батай-Мурза Шихмурзин и 38 его узденей.
Брагуны — населённый пункт общества брагунских чеченцев. Этническое происхождение жителей села Брагуны также до конца не выяснено. В нём с момента основания проживали как чеченцы, так и тюркоязычное население. Тюркоязычными впоследствии стала и часть чеченцев с кабардинцами. Существует несколько версий происхождения тюркоязычных брагунцев: потомки крымских тюрков, чеченцев, кумыков, протоногайцев.
Население и статистика от 1891 года

Брагуны — аул в Грозненском округе Терской области, в 52 верстах от Грозного, на левом берегу реки Сунджи, в 1 версте к ЮЗ от Щедринской станицы, лежащей на левом берегу реки Терек. Впервые был заселен выходцами из Крыма еще в XVI в. Ныне в ауле, вместе с хутором Истису на земле кн. Таймазовых, подчиненным брагуновскому сельскому правлению, по сведениям 1891 г. считается жителей 2232 душ об. п., дворов 466, мечетей 5 и одна армянская школа. Преобладающие промыслы населения хлебопашество и виноградарство, нефтяные же источники сдаются в аренду. Всего земли при ауле 7720 десятин, из коих пахотной и сенокосной 4221 десятина. Крупного рогатого скота 2025 голов, лошадей 408, овец, коз и др. мелкого скота 3631 голов.— Энциклопедический словарь Ф.А. Брокгауза и И.А. Ефрона. — С.-Пб.: Брокгауз-Ефрон. 1890—1907.

## Улицы
Улицы села:
| - 40 лет Победы, - Алхаматова, - Батымурзаева, - Буйнакского, - Восточная, - Гагарина, - Грозненская - Гудермесская, - Дагестанская, | - Исмаилова, - Кадырова, - Хураяева, - Коркмасова, - Молодёжная, - Набережная, - Некрасова, - Новогрозненская, - Нурадилова, | - Орджоникидзе, - Первомайская, - Пушкина, - Тершкова, - Терская, - Титова, - Химикова, - Школьная, - Щедринская. |